# The Famous Five (football)
 (juillet 2019).
Si vous disposez d'ouvrages ou d'articles de référence ou si vous connaissez des sites web de qualité traitant du thème abordé ici, merci de compléter l'article en donnant les références utiles à sa vérifiabilité et en les liant à la section « Notes et références ».
Ne pas confondre avec les Célèbres cinq, cinq féministes canadiennes.
Les Famous Five est le surnom donné à cinq fameux footballeurs écossais qui formaient la ligne d'attaque d'Hibernian dans les années 50. Il s'agissait de Gordon Smith, Bobby Johnstone, Lawrie Reilly, Eddie Turnbull et Willie Ormond.

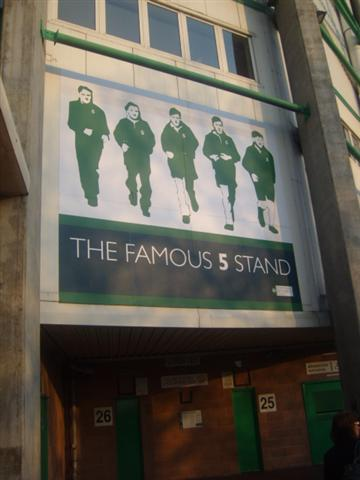
Image représentant les Famous Five à l'entrée de leur tribune à Easter Road.

C'est le 15 octobre 1949, pour un match contre Queen of the South joué à Easter Road et remporté 2-0, que les Famous Five ont, pour la première fois, été alignés ensemble.
Avec cette attaque de feu, le club d'Édimbourg allait remporter 3 titres de champion d'Écosse, en 1947-48, 1950-51 et 1951-52, sur les 4 remportés dans toute son histoire (le seul autre étant en 1902-03). En 1952-53, ils terminèrent deuxième derrière les Rangers, uniquement à la différence de buts, et en 1949-50, deuxième aussi à un point des Rangers.
Ils eurent moins de succès en coupes, n'atteignant qu'une finale de Coupe d'Écosse en 1947, perdue 1-2 contre Aberdeen ainsi que la finale de la Coronation Cup en 1953, perdue 0-2 contre le Celtic.
Ils jouèrent l'édition originale de la Coupe d'Europe des clubs champions en 1955-56 et y atteignirent la demi-finale, éliminés par le Stade de Reims.
Bien que tous internationaux, ils ne furent jamais alignés en même temps avec le maillot de l'équipe d'Écosse. Le plus proche fut un match de la Scottish Football League XI en octobre 1952, où quatre des Famous Five jouèrent en même temps, ne manquant que Eddie Turnbull.
La tribune nord d'Easter Road a été nommée en leur honneur en 1995. Les cinq joueurs font partie du Scottish Football Hall of Fame.